# Hof van assisen

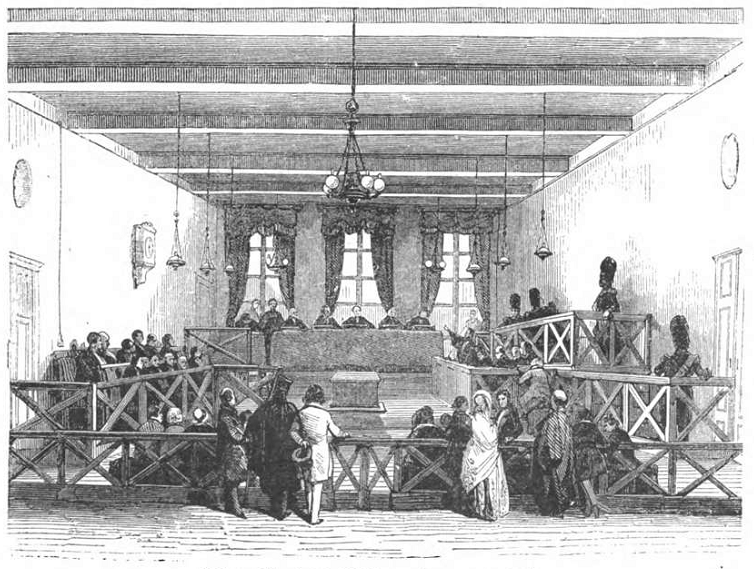
Schets van een assisenproces in Brussel uit 1843.

Het hof van assisen, ook wel assisenhof genoemd, is een rechtscollege samengesteld uit een volksjury en belast met het vonnissen van misdaden, politieke delicten en drukpersmisdrijven, uitgezonderd diegene in verband met xenofobie en racisme (artikel 150 van de Belgische Grondwet). Tegen de uitspraak of het arrest van een hof van assisen is geen hoger beroep mogelijk. Wel kan men in geval van procedurefouten een voorziening in cassatie instellen bij het Hof van Cassatie.
Het hof van assisen werd in 1791 in Frankrijk ingesteld en werd in het gebied dat nu uit België en Nederland bestaat gedurende de Franse overheersing ingevoerd. Het werd in 1816 door Nederland afgeschaft, maar in België, na de onafhankelijkheid, opnieuw ingesteld in 1831.
Misdaden vormen in het Belgische strafrecht de zwaarste van drie categorieën misdrijven, naast de overtredingen en de wanbedrijven. Meestal betreft het hier moord, doodslag of zware zedendelicten, hoewel ook misdrijven zoals valsheid in geschrifte misdaden zijn. Correctionalisering heeft doorgaans tot gevolg dat deze misdaden door de correctionele rechtbank worden behandeld. De straf voor een misdaad varieert van vijf jaar opsluiting tot levenslange opsluiting, of eenzelfde periode van hechtenis (voor politieke misdaden). De doodstraf, die in België sinds juli 1863 niet meer in vredestijd werd uitgevoerd, is door de wet van 10 juli 1996 afgeschaft en vervangen door levenslange opsluiting. De doodstraf werd ook afgeschaft door het zesde en het dertiende Protocol bij het Europees Verdrag voor de Rechten van de Mens (EVRM) en door artikel 14bis van de Belgische Grondwet.
De bevoegdheid van het hof van assisen wordt nagenoeg uitgehold door de stelselmatige correctionalisering van misdaden, waardoor de verdachte van de gecorrectionaliseerde misdaad voor de correctionele rechtbank komt.
De wetgeving betreffende het hof van assisen werd ingrijpend gewijzigd door de wet van 21 december 2009 tot hervorming van het hof van assisen, bekendgemaakt in het Belgisch Staatsblad van 11 januari 2010 en inwerking getreden tien dagen nadien. Zij bevat een regeling betreffende de motivering van de beslissing van de jury omtrent de schuldvraag (het verdict). Deze regeling was noodzakelijk geworden door het arrest-Taxquet van het Europees Hof voor de Rechten van de Mens.

## Samenstelling
Een hof van assisen bestaat uit twee afzonderlijke organen, namelijk het hof en de jury, bestaande uit twaalf gezworenen. Het hof bestaat uit een voorzitter, raadsheer in het hof van beroep, en uit twee assessoren (bijzitters), rechters in de rechtbank van eerste aanleg of in het hof van beroep. Deze volksjury van twaalf gezworenen wordt bij elk proces opnieuw samengesteld. Het hof en de jury vormen samen het college.

## Openbaarheid
De zitting van een hof van assisen is in principe openbaar. Het hof kan echter een zitting achter gesloten deuren laten plaatsvinden, waarbij dan een of meer getuigen worden verhoord. Het kan echter ook het volledige proces achter gesloten deuren laten plaatsvinden als het oordeelt dat de openbaarheid ervan een gevaar voor de openbare orde of goede zeden zou betekenen. In principe kan iedereen vanaf de leeftijd van veertien jaar de zittingen bijwonen, maar de voorzitter kan steeds de toegang aan minderjarigen ontzeggen.
Op een zitting met gesloten deuren zijn enkel de drie magistraten, de twaalf juryleden, de advocaten, de griffier en de procureur-generaal van het hof van beroep, of een door hem aangewezen magistraat van het openbaar ministerie toegelaten.

## Zetels
Er zijn in totaal 11 hoven van assisen. Er is één hof in elk van de tien Belgische provincies en één in het Brussels Hoofdstedelijk Gewest.
| Zetel     | Gerechtelijk arrondissement | Gebied (provincies)                                                  |
| --------- | --------------------------- | -------------------------------------------------------------------- |
| Brugge    | West-Vlaanderen             | Provincie West-Vlaanderen                                            |
| Gent      | Oost-Vlaanderen             | Provincie Oost-Vlaanderen                                            |
| Antwerpen | Antwerpen                   | Provincie Antwerpen                                                  |
| Tongeren  | Limburg                     | Provincie Limburg                                                    |
| Brussel   | Brussel                     | Brussels Hoofdstedelijk Gewest en het arrondissement Halle-Vilvoorde |
| Leuven    | Leuven                      | Arrondissement Leuven                                                |
| Nijvel    | Waals-Brabant               | Provincie Waals-Brabant                                              |
| Bergen    | Henegouwen                  | Provincie Henegouwen                                                 |
| Namen     | Namen                       | Provincie Namen                                                      |
| Luik      | Luik en Eupen               | Provincie Luik                                                       |
| Aarlen    | Luxemburg                   | Provincie Luxemburg                                                  |

## Samenstelling van de jury
Elke vier jaar stellen de gemeenten aan de hand van de kieslijsten voor de Wetgevende Kamers, dus de kieslijsten voor de federale verkiezingen, een lijst op van mogelijke juryleden. De voorwaarden zijn: Belg zijn, tussen 28 en 65 jaar oud zijn, beschikken over de burgerlijke en politieke rechten en geen strafrechtelijke veroordeling hebben opgelopen van meer dan 4 maanden of tot een werkstraf van meer dan 60 uur.
Deze personen krijgen een inlichtingenformulier toegestuurd op basis waarvan men vaststelt of ze kunnen lezen en schrijven en of ze de taal kennen waarin het proces gevoerd zal worden. Ook wordt aan de hand hiervan nagegaan of ze al dan niet politiek mandataris, magistraat, griffier, hoge ambtenaar, arts of militair zijn. Deze personen zijn van ambtswege uitgesloten van deelname aan een volksjury.
Deze lijsten worden via het provinciebestuur overgemaakt aan de voorzitter van de rechtbank van eerste aanleg van de betrokken provincie.
Voor de aanvang van een assisenproces worden door de voorzitter van de rechtbank van eerste aanleg uit deze lijst dertig namen willekeurig gekozen, de kandidaat-juryleden. Dertig andere namen worden gekozen uit de lijst van personen die hun woonplaats hebben in het arrondissement waar het hof van assisen zal zetelen, dit zijn de kandidaat-plaatsvervangende leden. De oproep tot verschijnen voor het hof van assisen wordt door een gerechtsdeurwaarder aan de betrokkenen bezorgd.
De dag van de zitting verschijnen de kandidaat-leden en kandidaat-plaatsvervangende leden voor het hof. Op dat ogenblik kunnen de voorgestelde kandidaat-juryleden het hof verzoeken om niet te zetelen vanwege eventuele persoonlijke, familiale of professionele banden met de beschuldigde.
Vervolgens worden door de voorzitter van het hof van assisen uit deze groep de effectieve leden geloot die aan de verdediging en het Openbaar Ministerie als jurylid worden voorgesteld. Deze moeten op hun beurt de kandidaten aanvaarden of weigeren. Een weigering (wraking) door hen hoeft evenwel niet gemotiveerd te worden.
De loting is voltooid als er twaalf gezworenen en een voldoende aantal plaatsvervangende leden aanvaard zijn. Het hof bepaalt zelf hoeveel plaatsvervangende leden er moeten zijn.

## Verloop van het proces
- samenstelling en eedaflegging van de jury;
- voorlezing van de akte van beschuldiging;
- voorlezing van een eventuele akte van verdediging;
- verhoor van de beschuldigde door de voorzitter van het hof van assisen;
- voorlezing van de lijst van getuigen opgeroepen door het openbaar ministerie (OM), de burgerlijke partij en de beschuldigde;
- burgerlijke partijstelling (door de benadeelde of zijn erfgenamen);
- verhoor van de getuigen van het Openbaar ministerie;
- verhoor van de getuigen van de burgerlijke partij;
- verhoor van de getuigen van de verdediging;
- requisitoir (strafvordering) van het openbaar ministerie;
- pleidooien van de burgerlijke partij;
- pleidooien van de verdediging;
- laatste woord van de beschuldigde;
- eventueel replieken van het OM, de burgerlijke partijen, de beschuldigde;
- vraagstelling door de voorzitter van het hof van assisen aan de jury;
- uitleg over de vraagstelling door de voorzitter;
- onderrichting door de voorzitter aan de jury over de werkwijze van de beraadslaging.
- overhandiging van het dossier en de stukken aan de jury.
- beraadslaging van de (effectieve) leden van de jury;
- voorlezing van de antwoorden van de jury op de gestelde vragen;
- pleidooien over de straftoemeting door het OM en de verdediging;
- beraadslaging door het hof en de jury over de toe te passen straf;
- uitspraak door het hof (arrest);
- behandeling van de vordering van de burgerlijke partij.

## Assisenzaken
Assisenzaken spreken vaak tot de verbeelding van het grote publiek, door de aard van de misdrijven die er behandeld worden (moord of doodslag) en ze worden dan ook uitgebreid verslagen in de media. Het absolute 'hoogtepunt' hiervan was het proces van Marc Dutroux in Aarlen, dat in 2004 een heel mediacircus op de been bracht.
Enkele andere recente assisenzaken met veel mediaweerklank zijn:
- Het proces tegen vier Rwandezen (de vier van Butare) voor hun vermeende betrokkenheid bij de genocide in Rwanda in 1994. Het proces begon op 17 april 2001 in het hof van assisen van Brussel. Het was de eerste (en tot nu toe enige) keer dat een assisenzaak betrekking had op misdaden tegen de mensheid die buiten België plaatshadden. De vier werden schuldig bevonden en veroordeeld tot straffen van 12 tot 20 jaar.
- 24 februari 2005: in het hof van assisen van Antwerpen werden drie leden van de Mechelse tak van de motorbende Outlaws, Frank Coppens, Ambrosio Monteagudo Pagan en André Renard, schuldig bevonden aan de moord in 2000 op een ander clublid, Jan Wauters, en tot levenslang veroordeeld. Het proces werd overschaduwd door de strikte zwijgplicht (omerta) die de Outlaws respecteren, zelfs tegen hun eigen advocaten. De oorspronkelijke advocaten van Monteagudo trokken zich hierom terug en het proces moest een drietal weken opgeschort worden om de nieuwe advocaat toe te laten zich het dossier in te werken. Als advocaat van de burgerlijke partijen traden Hugo Coveliers en Kris Luyckx op.
- Het proces rond de zogeheten parachutemoord in 2010.
- Het proces rond Ronald Janssen in Tongeren in 2011. Daarbij werd Janssen op strafrechtelijk vlak veroordeeld tot levenslang wegens de moord op Annick Van Uytsel, Shana Appeltans en Kevin Paulus. Op burgerrechtelijk vlak werd een schadevergoeding van €325.000 toegekend aan de nabestaanden.
- Op 8 maart 2012 werd voormalig Chiro-leidster Sanne Smets schuldig bevonden aan moord op het dochtertje waarvan zij zelf pas bevallen was. Eén dag later werd de strafmaat uitgesproken: 5 jaar met uitstel.
- 8 maart 2018: Renaud Hardy uit Mechelen werd veroordeeld tot levenslange opsluiting voor de moord op de 52-jarige Linda Doms (16 september 2015) en de 82-jarige Marie Walschaerts (mei 2014). De moord op Linda Doms had hij minutieus gefilmd.
- 10 januari 2019: het proces van Mehdi Nemmouche en Nacer Bendrer, de twee verdachten van de aanslag op het Joods Museum in Brussel op 24 mei 2014.
- 11 juni 2020: proces van Megan D’Haen (20) die, na uiteindelijke bekenning tijdens de eerste dag van het assisenproces, schuldig was bevonden aan de moord op haar stiefdochter Chelsea (2) die door haar opzettelijk in bad verdronken was. Megan werd veroordeeld tot 18 jaar cel. De feiten gebeurden twee jaar eerder in Lebbeke in de Belgische provincie Oost-Vlaanderen.
- Op 5 december 2022 ging het proces van start tegen 10 verdachten voor de aanslagen in Brussel op 22 maart 2016 waarbij 32 slachtoffers omkwamen.

De Vlaamse openbare televisie (toen nog de BRT) zond in de jaren 1960 en 1970 een populaire dramareeks uit, Beschuldigde, sta op, waarin geruchtmakende assisenzaken uit het verleden werden gereconstrueerd. Later kwam er nog een remake van het programma. Eind 2013 werden ook drie afleveringen van het populaire programma De Rechtbank gewijd aan het assisenproces van Romain Adriaens voor de doodslag op zijn echtgenote.